# Геохімічний бар'єр
Геохімічний бар'єр (рос.геохимический барьер, англ. geochemical barrier, нім. geochemische Barrier f ) — це зона, у якій на короткій відстані відбувається різка зміна гідрогеологічних умов міграції хімічних елементів, що зумовлює осадження цих елементів у вигляді нерозчинних солей. Термін запроваджений відомим радянським геохіміком О. І. Перельманом. В широкому розумінні геохімічний бар'єр — це ділянка земної кори, для якої характерна різка зміна стійкої геохімічної обстановки іншою. При цьому відбувається зменшення міграційної здатності окремих елементів та їх вибіркове накопичення аж до утворення промислових рудних тіл.
Водна міграція більшості хімічних елементів зводиться до проходження ними через серію гомогенних і гетерогенних бар'єрів. При цьому важливо пам'ятати про те, що:
- Геохімічний бар'єр виникає не тільки на границі двох фаз (тверда-рідка), але й у гомогенному середовищі при зміні Eh-pH умов розчинів, або концентрації окремих компонентів хімічного складу.
- Зони і ділянки геохімічних бар'єрів можуть виникати не лише в природних  умовах формування хімічного складу водних розчинів, але й в результаті спеціальних інженерно-технологічних заходів.

На поєднанні природи геохімічного бар'єру та складу природних вод заснована геохімічна систематика концентрації елементів на геохімічних бар'єрах, яка включає понад 100 їх видів. Знання цих видів дозволяє прогнозувати парагенетичну асоціацію хімічних елементів у рудах, комплексно використати мінеральну сировину.

## Класифікація геохімічних бар'єрів

### Група Окисно-відновних геохімічних бар'єрів
- Окисний (кисневий) — утворюється при змішуванні безкисневих і безсульфідних вод (з низькими позитивними значеннями Eh 100-250 мВ) або сульфідних вод (Eh < 100 мВ) з насиченими киснем водами. Окисний бар'єр має вирішальне значення для виведення у тверду фазу сполук Fe, Mn, S, Se, Te при їх переході від низьковалентних відновлених форм до окиснених:
  - Fe2+ → Fe3+ + e-; Fe3+ + n(OH-) = Fe(OH)n3-; Fe(OH)n3- → Fe(OH)30↓ → HFeO2·nH2O
  - Mn2+ → Mn4+ + 2e-; Mn4+ + n(OH-) = Mn(OH)n4-; Mn(OH)n4- → Mn(OH)4↓ → MnO2·nH2O
  - 4HS- + O2 = 4S↓ + 2H2O
- Відновний — дія цього бар'єру призводить до перетворення більш розчинених окисних форм змінно-валентних елементів у менш розчинні відновні. На цьому бар'єрі відбувається осадження Se, Te, Cr, U. Схеми осадження такі:
  - HSeO3- (HTeO3-) + 5H+ + 4e- = Se(Te)↓ + 3H2O (Eh < 350-450 мВ)
  - CrO42- + 5H+ + 3e- = Cr(OH)30↓ + H2O
  - UO22+ + 4H+ + 2e- = U4+ + 2H2O і далі U4+ + 4OH- = U(OH)40, який утворює U(OH)40 → UO2↓ + 2H2O (Eh ≈ 0-(-150) мВ)

### Група лужних геохімічних бар'єрів
- Лужний гідролітичний (рос. щелочной геохимический барьер, англ. alkaline geochemical barrier, нім. geochemische Alkalibarriere f) — утворюється на ділянках різкої зміни кислих вод нейтральними або слабо лужними, тобто супроводжується різким збільшенням величини рН розчину. Відіграє вирішальну роль при рудоутворенні, обумовлюючи випадання сполук металів у осад.
- Лужний карбонатний — дія цього бар'єру призводить до утворення важкорозчинних карбонатів катіонногенних елементів і елементів-комплексоутворювачів.

### Група сорбційних геохімічних бар'єрів
- Сорбційний гідроксидний
- Сорбційний глинистий
- Сорбційний карбонатний

### Група сульфатно-фосфатних геохімічних бар'єрів
- Сульфатний — утворюється у місцях зустрічі сульфатних вод з водами, які містять Ba, Sr, Ca. При цьому протікають обмінні реакції, під час яких з води випадають сульфати лужноземельних металів. У результаті спостерігається гіпсування та кальцитизація порід, формуються епігенетичні барити, целестини, стронціаніти.
- Фосфатний —